# WOAP
WOAP (انگلیسی: WOAP) یک ایستگاه رادیویی است که از دهه ۱۹۶۰ میلادی تاکنون به پخش آهنگ می‌پردازد.